# Міжпасатна протитечія

Міжпасатна протитечія показана чорним

Міжпасатні протитечії (в західній традиції Екваторіальні протитечії) — поверхневі морські течії в низьких широтах океанів, які розвиваються в штильовій зоні в результаті меридіанальної нерівномірності вітрового поля. Направлені з заходу на схід. Розташовуються між Північною і Південною пасатними течіями і є компенсаційними по відношенню до них. Простежуються до глибин 300 м. Середня швидкість 20-80 см/с, найбільша — до 190 см/с. Витрати сягають 40-60 млн м³/с (у західній частині Тихого океану).
Міжпасатна протитечія:
- Тихого океану добре виражена цілий рік, між 2° пн. ш. та 12 ° пн. ш.,
- Атлантичного океану — влітку, між 3° пн. ш. і 10° пн. ш.,
- Індійського океану — взимку, між 2° пд. ш. і 10° пд. ш.

Поверхневі міжпасатні протитечії в Атлантичному, Тихому та Індійському океанах відомі з XIX століття. Ці течії спрямовані на схід проти переважаючих вітрів і проти руху основних поверхневих течій. Міжпасатні протитечії викликаються поперечною нерівномірністю переважаючих вітрів (пасатів), тому їх швидкість і витрата значно коливаються, аж до зникнення, в залежності від сили і рівномірності вітрів.
У середині XX століття були відкриті підповерхневі і навіть глибинні протитечії. У тому числі потужні екваторіальні підповерхневі протитечії — течія Кромвелла у Тихому і течія Ломоносова в Атлантичному океанах. Підповерхневі екваторіальні течії викликаються градієнтом тиску і рухаються у вигляді вузького потоку на схід під спрямованою на захід пасатною течією.
У період ослаблення пасатів підповерхневі протитечії можуть «виходити» на поверхню океану і спостерігатися як поверхневі течії.